# Sultan-Vais-Khan-Mausoleum
Das Sultan-Vais-Khan-Mausoleum (chinesisch 速檀歪思汗麻扎, Pinyin Sùtán Wāisī hán mázhā) ist die Grabanlage (Mazar) des Herrschers Vais Khan (chin. Waisi han; † 1428) des Östlichen Tschagatai-Khanats (Moghulistan) im Kreis Gulja in der Volksrepublik China.
Das Mausoleum befindet sich im Dorf Mazar (Mazha 麻扎村) am Nordhang des  Awulale-Gebirges (阿吾拉勒山). Vais Khan regierte von 1418 bis zu seinem Tod 1428. Die unteren drei Geschosse sind viereckig, das vierte sechseckig, das Gebäude ist im Stil eines Pavillons der zentralchinesischen Gebiete errichtet.
Der Kreis Gulja (Qulja/Yining) des Kasachischen Autonomen Bezirks Ili liegt im Nordwesten des Uigurischen Autonomen Gebietes Xinjiang in China.
Die Grabanlage steht seit 2006 auf der Liste der Denkmäler der Volksrepublik China (6-294).
Koordinaten: 43° 54′ N, 81° 21′ O